# 国際医療技術財団
公益財団法人国際医療技術財団（こくさいいりょうぎじゅつざいだん、英文名称：Japan International Medical Technology Foundation、略称：JIMTF）は医療技術の振興、医療技術者の育成、医療サービスの改善に取り組んでいる公益法人。以前は厚生労働省大臣官房国際課所管で財団法人国際医療技術交流財団という名称であったが、公益法人制度改革に伴い公益財団法人へ移行するとともに、公益財団法人国際医療技術財団に名称変更した。

## 概要
- 設立：1987年（昭和62年）
- 所在：東京都千代田区麹町3-3-8　丸増麹町ビル9階
- 理事長（代表理事）：河合忠

その他の役員・評議員・顧問については、同団体ホームページにて公開している。

## 事業
- 以下の事業を行う。

1. 開発途上国からの医療技術分野の研修員の受け入れ
2. 開発途上国への医療技術分野の専門家の派遣
3. 開発途上国への調査団の派遣
4. 医療関連職種22団体協議会の開催
5. 国際医療協力に関するフォーラム・セミナーの開催